# Issouf Ouattara
Issouf Ouattara (Ouagadougou, 7 ottobre 1988) è un calciatore burkinabé, attaccante dell'Al-Sharq e della nazionale burkinabé.